# 王武烈士墓
王武烈士墓，位于中国广东省揭阳市普宁市燎原镇泥沟村鹅地山，为普宁市的一个县级文物保护单位，类型为近现代重要史迹及代表生建筑，公布时间为1988年。
王武烈士墓立于1958年。